# 加國尚志
加國 尚志（かくに たかし、1963年2月10日 - ）は、日本の哲学者。立命館大学教授。

## 活動
専攻は西洋哲学、特に現象学。メルロ＝ポンティの思想を研究しながら、身体論、芸術論、自然の存在論を展開し、そのことによって新しい形而上学を確立することを目標としている。

## 略歴
- 1986年 立命館大学文学部哲学科哲学専攻卒業
- 1993年 立命館大学大学院文学研究科西洋哲学博士課程修了
- 2002年 立命館大学文学部助教授
- 2008年 立命館大学文学部教授

## 著書

### 単著
- 『自然の現象学 - メルロ＝ポンティと自然の哲学』（晃洋書房） 2002年

### 論文
- 「メルロ＝ポンティ」（中央公論新社、哲学の歴史（12） pp.375-458） 2008年

### 共著
- 『シェリング自然哲学への誘い』（松山壽一共著、晃洋書房） 2004年
- 『我心深き底あり - 西田幾多郎のライフヒストリー』（池田善昭共著、晃洋書房） 2005年
- 『哲学の眺望』（松山壽一, 平尾昌宏共著、晃洋書房） 2009年

### 共訳
- 『身体 - 内面性についての試論』（マルク・リシール、和田渡, 川瀬雅也共訳、ナカニシヤ出版） 2001年
- 『触覚、ジャン＝リュック・ナンシーに触れる』（ジャック・デリダ、松葉祥一, 榊原達哉共訳、青土社） 2006年